# Gerbert de Gavaldà
Gilbert de Milhau o Gilbert o Gerbert de Gavaldà (Milhau, Llenguadoc 1055 + 1111), vescomte de Milhau, i de Lodeva, comte de Gavaldà i comte consort de Provença (vers 1073-1111).
Fou el fill de Berenguer de Rodés, vescomte de Rodés i de Milhau, i d'Adela de Carlat, vescomtessa de Carlat i de Lodeva.

## Biografia
Va compartir els títols dels seus pares amb el seu germà Ricard de Rodès: Gilbert va rebre Milhau i Lodeva, mentre que el seu germà va tenir Rodès i Carlat. Posseint diferents terres al Gavaldà, ho va aprofitar per aixecar el títol de comte de Gavaldà, que havia caigut en desús des de feia menys d'un segle.
El 1073, es va casar amb Gerberga (1060 † 1115), comtessa titular de Provença, filla de Jofré I de Provença, comte de Provença. Van tenir almenys tres filles:
- Dolça de Provença (1090 † 1130) que es va casar amb Ramon Berenguer III, comte de Barcelona (1082 † 1131) l'any 1112.

- Estefania o Estevaneta († després de 1160), casada amb Ramon I (1110-1150), senyor dels Baus. Tant Ramon com el seu fill van emetre pretensions al comtat de Provença, debutant així les Guerres Baussenques.

- Sibil·la casada amb Guiu III de Sévérac.[1]

El 1096, en ocasió de la refundació de l'església de Toló, Gilbert va preveure la creació d'un monestir a les illes Stoechades, les tres illes que es troben al sud de Hyères. Després del seu assassinat sobrevingut el 1111, van ser la seva filla Dolça i el seu gendre Ramon Berenguer II els que el van succeir.